# Cattleya schofieldiana
Cattleya schofieldiana är en orkidéart som beskrevs av Heinrich Gustav Reichenbach. Cattleya schofieldiana ingår i släktet Cattleya och familjen orkidéer. Inga underarter finns listade i Catalogue of Life.

## Bildgalleri

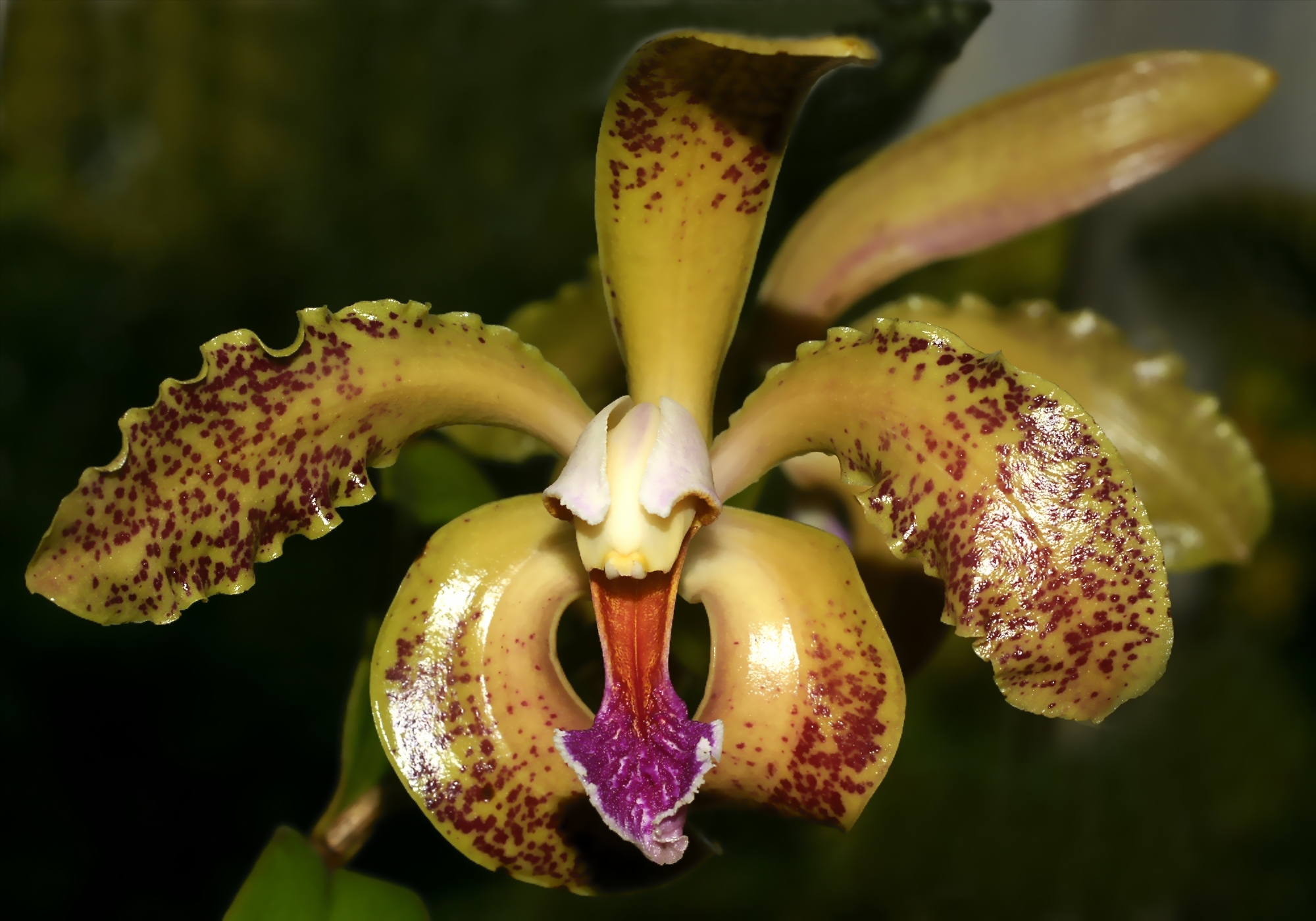